# Dağüstü, Başçiftlik
Dağüstü là một xã thuộc huyện Başçiftlik, tỉnh Tokat, Thổ Nhĩ Kỳ. Dân số thời điểm năm 2011 là 41 người.